# 称钩驿镇
称钩驿镇，是中华人民共和国甘肃省定西市安定区下辖的一个乡镇级行政单位。

## 行政区划
称钩驿镇下辖以下地区：
新民村、杨家河村、白杨村、梁家坪村、称钩驿村、周家河村、新胜村、好麦村、阳坡村、双乐村、川坪村、平安村、花园村和金川村。